# Bergerkees
Das Bergerkees, auch Berger Kees, war ein Gletscher in der Lasörlinggruppe der Venedigergruppe in der Gemeinde Virgen im Bezirk Lienz (Osttirol).

## Lage und Geschichte
Das Bergerkees befand sich im Talschluss des Zopatnitzenbach an der Nordseite der Lasörlinggruppe. Es umfasste 1850 eine Fläche von 0,31 km² und bedeckte Anfang der 1870er Jahre den Talkessel zwischen dem Nordostgrat des Lasörlings bis zum Schober, wobei der Gletscher bis in eine Tiefe von maximal rund 2600 Metern reichte. Im Zuge des Gletscherschwundes seit der Mitte des 19. Jahrhunderts zog sich das Bergerkees immer weiter zurück. Mitte des 20. Jahrhunderts war der Großteil der Eisfläche bereits verschwunden und das Bergerkees hatte sich auf eine Restfläche zwischen dem Lasörling-Nordostgrat und dem Berger Törl zurückgezogen. 1998 umfasste das Berger Kees nur noch 0,07 km². Das Tiroler Rauminformationssystem ermittelte für das Bergerkees 2019 nur noch Restflecken in einem Ausmaß von 1930 m². Unterhalb des ehemaligen Gletscher hat sich ein kleiner Bergsee gebildet.